# Oldenlandia vachellii
Oldenlandia vachellii là một loài thực vật có hoa trong họ Thiến thảo. Loài này được (Hook. & Arn.) Kuntze mô tả khoa học đầu tiên năm 1891.